# Dolaszewo
Dolaszewo (dawniej: niem. Hasenberg) – wieś krajeńska w Polsce położona w województwie wielkopolskim, w powiecie pilskim, w gminie Szydłowo. Od kilku lat wieś intensywnie się rozbudowuje.
Wieś królewska należała do starostwa ujskiego, pod koniec XVI wieku leżała w powiecie wałeckim województwa poznańskiego. W latach 1975–1998 miejscowość administracyjnie należała do województwa pilskiego.
Dawniej Dolaszewo było zwane Zajęczą Górką. Od początku swego istnienia należało do starostwa ujsko–pilskiego. W 1585 roku wieś była powtórnie lokowana. W 1773 roku składała się z 16 i ¾ włóki. W 1770 roku konfederaci barscy stoczyli pod Dolaszewem potyczkę z Prusakami. W 1789 roku było tu 27 budynków mieszkalnych, a kościół jako filialny należał do parafii w Pile. W 1833 roku chłopi w Dolaszewie zostali uwłaszczeni. W 1902 roku we wsi było 56 gospodarstw. Wygląd rdzennej części wsi nie zmienił się zbytnio. Położona jest przy drodze wojewódzkiej Piła – Gorzów, tuż za rogatkami miasta Piły.
Dolaszewo zawdzięcza swój dynamiczny rozwój bliskiemu sąsiedztwu Piły. Wieś jest zwodociągowana, skanalizowana i jako jedyna miejscowość w gminie w części zgazyfikowana. Można powiedzieć, że droga dzieli tę miejscowość na dwie miejscowości. Jedna część to tradycyjna wieś, druga podmiejskie osiedle domków jednorodzinnych. Liczba nowych mieszkańców przewyższyła już liczbę rdzennych.
W centrum tzw. "starego" Dolaszewa znajduje się XIX-wieczny kościół neogotycki, obecnie Kościół Filialny Parafii Rzymskokatolickiej w Szydłowie. Obok kościoła stoi drewniana dzwonnica.
Dawniej mieszkańcy wsi utrzymywali się z rolnictwa, obecnie gospodarzy jest mało a mieszkańcy dojeżdżają do pracy w Pile bądź prowadzą własną działalność gospodarczą.
W latach 1945–1990 w Dolaszewie istniała czteroklasowa szkoła podstawowa. Obecnie dzieci i młodzież są dowożone do Zespołu Szkół w Szydłowie.
We wsi działają firmy produkujące pieczarki, mieszalnia pasz, jest jeden bar i trzy sklepy spożywczo-przemysłowe.
Panie z Dolaszewa działają bardzo aktywnie w kole gospodyń wiejskich a mężczyźni w ochotniczej straży pożarnej.